# إقليم كاروزي
إقليم كاروزي (بالإنجليزية: Karuzi Province) هو إقليم في بوروندي، بلغ عدد سكانه 436,443  نسمة وذلك حسب إحصائيات سنة 2008، عاصمته كاروزي، تبلغ مساحته 1,457.4 كيلومتر مربع.

## الموقع
يشترك في الحدود مع:
- إقليم موينغا
  - إقليم جيتيغا
  - إقليم روييغي
  - إقليم كانكوزو
  - إقليم نغوزي.

## التقسيمات الإدارية
- Commune of Bugenyuzi [الإنجليزية]‏
- Commune of Buhiga [الإنجليزية]‏
- Commune of Gihogazi [الإنجليزية]‏
- Commune of Gitaramuka [الإنجليزية]‏
- Commune of Mutumba [الإنجليزية]‏
- Commune of Nyabikere [الإنجليزية]‏
- Commune of Shombo [الإنجليزية]‏.